# Picea fennica
Picea fennica är en tallväxtart som först beskrevs av Eduard August von Regel, och fick sitt nu gällande namn av Vladimir Leontjevitj Komarov. Picea fennica ingår i släktet granar, och familjen tallväxter. Inga underarter finns listade i Catalogue of Life.